# Fayette (Ohio)
Pour les articles homonymes, voir Fayette.
Fayette est un village américain situé dans le comté de Fulton, dans l’Ohio. Selon le recensement de 2010, sa population est de 1 283 habitants.